# 阿靈頓鎮區 (伊利諾伊州韋恩縣)
阿靈頓鎮區（英語：Arrington Township）是位於美國伊利諾伊州韋恩縣的一個行政鎮區。

## 地方資料
根據2010年美國人口普查的數據，阿靈頓鎮區的面積為44.00平方千米，當中陸地面積為44.00平方千米，而水域面積為0.00平方千米。當地共有人口406人，而人口密度為每平方千米9.23人。